# U-Bahn Busan

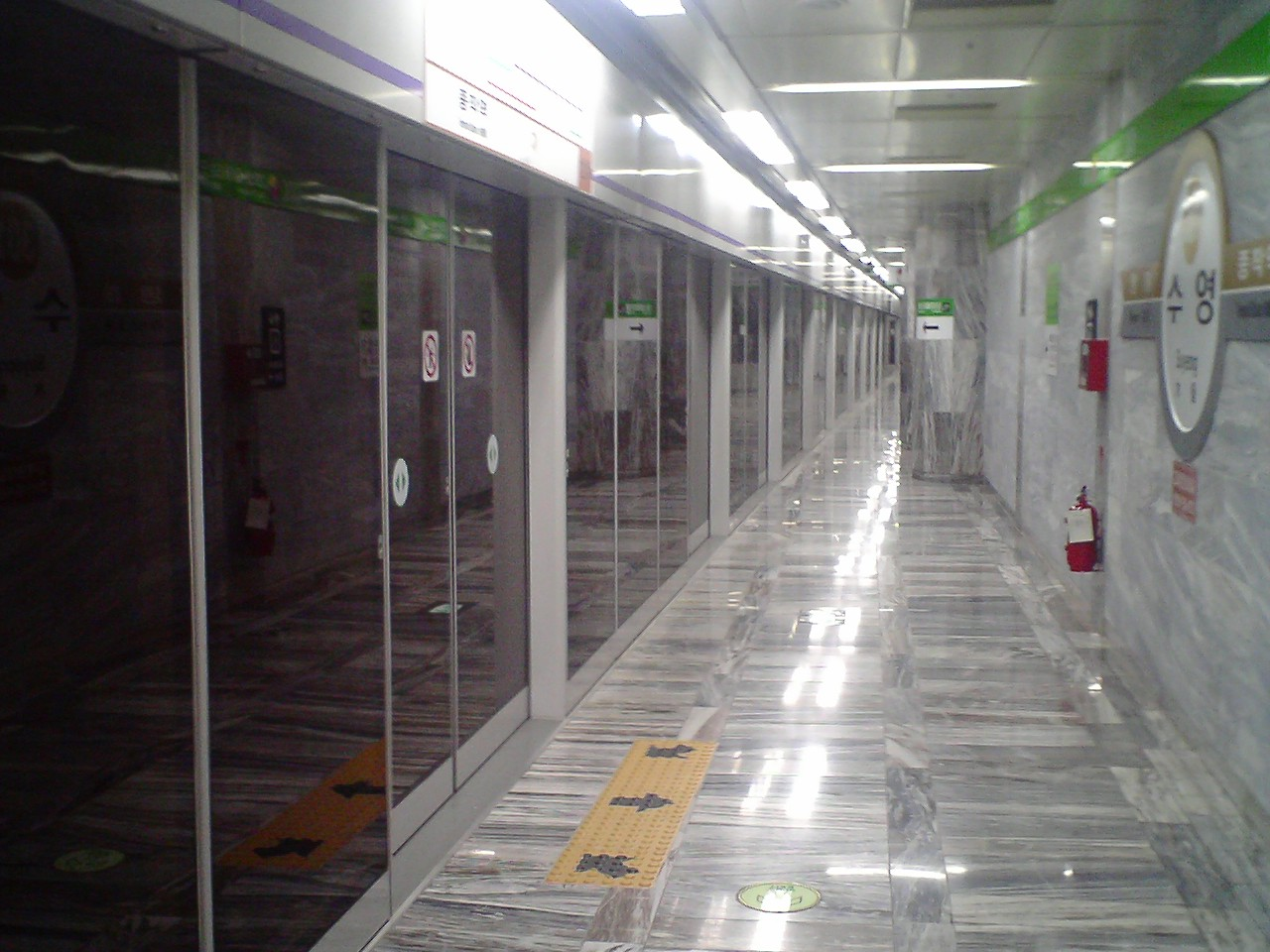
Station Suyeong

Die U-Bahn Busan ist das Metronetz der im Südosten Südkoreas gelegenen Stadt Busan. Das Netz wird von der Busan Transportation Corporation, der Busan–Gimhae Light Rail Transit Operation Corporation und von KORAIL betrieben.

## Streckenverlauf
| Farbe                                                  | Linienname                                | Linienname (Hangeul) | Ausgangstation(en) | Endstation(en)   | Anzahl der Stationen | Gesamtlänge (in km) | Betreiber    |
| U-Bahn Busan                                           | U-Bahn Busan                              | U-Bahn Busan         | U-Bahn Busan       | U-Bahn Busan     | U-Bahn Busan         | U-Bahn Busan        | U-Bahn Busan |
| ------------------------------------------------------ | ----------------------------------------- | -------------------- | ------------------ | ---------------- | -------------------- | ------------------- | ------------ |
| Orange                                                 | Linie 1                                   | 1호선                | Dadaepo Strand     | Nopo             | 40                   | 40,5 km             | BTC          |
| Grün                                                   | Linie 2                                   | 2호선                | Jangsan            | Yangsan          | 43                   | 45,2 km             | BTC          |
| Braun                                                  | Linie 3                                   | 3호선                | Suyeong            | Daejeo           | 17                   | 18,1 km             | BTC          |
| Blau                                                   | Linie 4 (K-AGT, Stadtbahn)                | 4호선                | Minam              | Anpyeong         | 14                   | 12,0 km             | BTC          |
| Stadtbahn Gimhae, Verbindung zwischen Busan und Gimhae |                                           |                      |                    |                  |                      |                     |              |
| Violett                                                | Busan–Gimhae LRT (Stadtbahn Busan–Gimhae) | 부산김해경전철       | Sasang             | Kaya Universität | 21                   | 23,4 km             | BGLRT        |
| S-Bahn Busan                                           |                                           |                      |                    |                  |                      |                     |              |
| KORAIL Blau                                            | Donghae-linie                             | 동해선               | Bujeon             | Taehwagang       | 23                   | 65,7 km             | KORAIL       |

## Geschichte
Aufgrund des hohen Verkehrsaufkommens der Stadt ist die Durchschnittsgeschwindigkeit des Individualverkehrs relativ niedrig (26 km/h). Daher sollte ein schnelles und verlässliches Nahverkehrssystem gebaut werden. Des Weiteren ist Busan auf dem Weg, die Stadt immer weiter zu dezentralisieren. Dies geschieht unter anderem durch den Bau von Satellitenstädten und mehreren Stadtzentren in Busan selbst. Mit Fertigstellung der Linie 3 wurde erwartet, dass der Anteil von Benutzern der U-Bahn von 11,9 % auf 22,9 % ansteigen würde.
Die Planungen für den Bau der ersten U-Bahn-Linie begannen 1979. Erste Bauaktivitäten fanden im Januar 1981 statt und führten schließlich 1985 zur Betriebsaufnahme.

Karte des Systems

### Linie 1
Die erste Linie wurde in vier Bauabschnitte geteilt. Die Fertigstellung dauerte für jeden Abschnitt ca. vier Jahre, somit wurde im Juli 1985 der Teilabschnitt zwischen Nopo-dong im Norden bis Beomnaegol mit einer Gesamtlänge von 16,2 km eröffnet. Im Juni 1994 war schließlich der Aufbau der Linie 1 mit der Inbetriebnahme der letzten der 32 Haltestellen (Sinpyeong im Süden) beendet. Der Bau diese Linie kostete insgesamt 957,1 Milliarden koreanische Won.

### Linie 2
Am 28. November 1991 begann der Bau des ersten Abschnittes der Linie 2. Er verläuft zwischen den Haltestellen Hopo und Seomyeon und ist 22,4 km lang. Er wurde am 30. Juni 1999 in Betrieb genommen. Wie auch bei der ersten Linie erfolgt der Bau in mehreren Abschnitten. Der dritte und letzte sollte bis 2012 fertiggestellt werden. Insgesamt wird die Linie 2 zwischen Yangsan Bukjeong und Haeundae Jwa-dong insgesamt 50,4 km lang sein und 46 Haltestellen bedienen. Die Kosten für diesen Teil des U-Bahn-Netzes betragen 2.943,5 Milliarden koreanische Won.

### Linie 3
Die Linie 3 wurde seit 1991 geplant. Ihr Entwurf wurde am 16. Februar 1996 begonnen. Am 25. November 1997 begannen erste Bauarbeiten.

## Betrieb
Die Züge sind von ca. 5 Uhr morgens bis kurz nach Mitternacht täglich in Betrieb. Die Taktrate schwankt zwischen drei bis vier Minuten während der Stoßzeiten und fünf bis sechs Minuten während der übrigen Zeit.

### Linie 1
Die Länge der Linie 1 beträgt insgesamt 32,5 km mit 32 Haltestellen. Die Strecke verläuft von der Station Nopo im Norden nach Süden zur Station Sinpyeong. An beiden Endhaltestellen befindet sich ein Depot für die Fahrzeuge. Die Züge bestehen jeweils aus acht Triebwagen und befördern täglich etwa 481.000 Fahrgäste, wodurch ein Umsatz von 264 Millionen KRW pro Tag entsteht.

### Linie 2
Linie 2 ist 45,2 km lang und hält an 42 Haltestellen. Die Strecke verläuft von der Endhaltestelle Yangsan im Norden nach Süden, macht nach der Hälfte der Strecke einen Knick und verläuft dann in Richtung Osten bis zur Endhaltestelle Jangsan. Eine Umsteigemöglichkeit zur Linie 1 besteht an der Haltestelle Seomyeon. Die Züge bestehen jeweils aus sechs Wagen und befördern täglich etwa 241.000 Fahrgäste, dabei entsteht ein Umsatz von 136 Millionen KRW täglich.
Seit 1998 wird der dritte und letzte Abschnitt über 11,3 km und sieben zusätzlichen Stationen gebaut. Er verläuft von der ehemaligen nordwestlichen Endhaltestelle Hopo weiter nach Norden bis nach Bukjeong. Bisher sind drei der Stationen in Betrieb genommen worden und eine vierte soll 2014[veraltet] in Betrieb genommen werden.

### Linie 3
Diese Linie wurde am 28. November 2005 in Betrieb genommen. Sie hat eine Länge von 18,1 km, umfasst 17 Haltestellen und führt von Daejeo im Westen nach Suyeong im Osten. 

### Linie 4
Die Linie 4 wurde am 30. März 2011 in Betrieb genommen. Sie hat eine Länge von 12,7 km und führt mit 14 Haltestellen von Minam nach Anpyeong im Nordosten. Die auf ihr eingesetzten Züge sind fahrerlos.

## Fahrpreise
Bei Kalkulation der Fahrpreise werden drei Altersstufen angesetzt: Kinder (6–12 Jahre), Jugendliche (13–18 Jahre) und Erwachsene (ab 19 Jahren). Es gibt zwei Entfernungsstufen, bis 10 km (eine Sektion) und über 10 km (zwei Sektionen). Einzelfahrkarten und Tageskarten sind auch auf Papier erhältlich, Dauerkarten nur auf einer kontaktlosen Chipkarte. Eine Papierfahrkarte für einen Erwachsenen über 10 km kostet 1.400 Won. Sofern Einzelkarten oder Tageskarten auf Papier ausgedruckt werden, sind sie grundsätzlich 100 ₩ teurer als auf Chipkarte gespeichert.
Die U-Bahn Busan arbeitet mit einem geschlossenen System ähnlich der Metro Paris. Beim Ein- und Ausgang muss entweder die Papierfahrkarte mit Magnetstreifen in das Lesegerät neben dem Drehkreuz gestreckt oder die kontaktlose Chipkarte über den Lesepunkt gehalten werden.

## Weiterer Ausbau
Am 9. September 2011 wurde die Stadtbahn-Verbindung zwischen Busan und Gimhae in Betrieb genommen. Sie hat eine Länge von 23,92 km und 21 Stationen. Damit erfolgte auch eine Anbindung des Flughafens von Gimhae an das Metro-Netz von Busan.

## Geplante Erweiterungen
Mit der in Bau befindlichen Yangsan Metro soll eine weitere Stadtbahnlinie nördlich von Busan eröffnet werden. Mit 7 Stationen soll sie von Nopo, dem derzeitigen Ende von Linie 1, bis nach Bukjeong verlaufen. Genau wie auf der Linie 4 werden auf der Yangsan Metro fahrerlose Triebwagen eingesetzt. Auch die Spurweite soll 1.700 mm betragen. Mit der Eröffnung der neuen Linie wird 2026 gerechnet.
Die Donghae-Linie soll 2026 zum Bahnhof Bugulsan erweitert werden. Ferner ist ein Übergang zum dortigen, geplanten Metro-Netz vorgesehen.
Die Linie 2 soll im Osten nach Gijang-gun, dem östlichsten Stadtbezirk von Busan, erweitert werden. Hierzu sollen 3 oder 4 neue Stationen gebaut werden.